# Luitpoldbrücke (München)

Die Prinzregentenbrücke (1901)

Die Luitpoldbrücke, benannt nach dem bayerischen Prinzregenten Luitpold (auch als Prinzregentenbrücke bekannt), ist eine steinerne Bogenbrücke über die Isar in München.

## Lage
Die Luitpoldbrücke verbindet die Münchner Innenstadt (Stadtteil Lehel) mit den rechts der Isar gelegenen Stadtteilen Bogenhausen und Haidhausen. Sie ist Teil der Prinzregentenstraße und liegt zu Füßen des Friedensengels.

## Geschichte

### Stahlbrücke

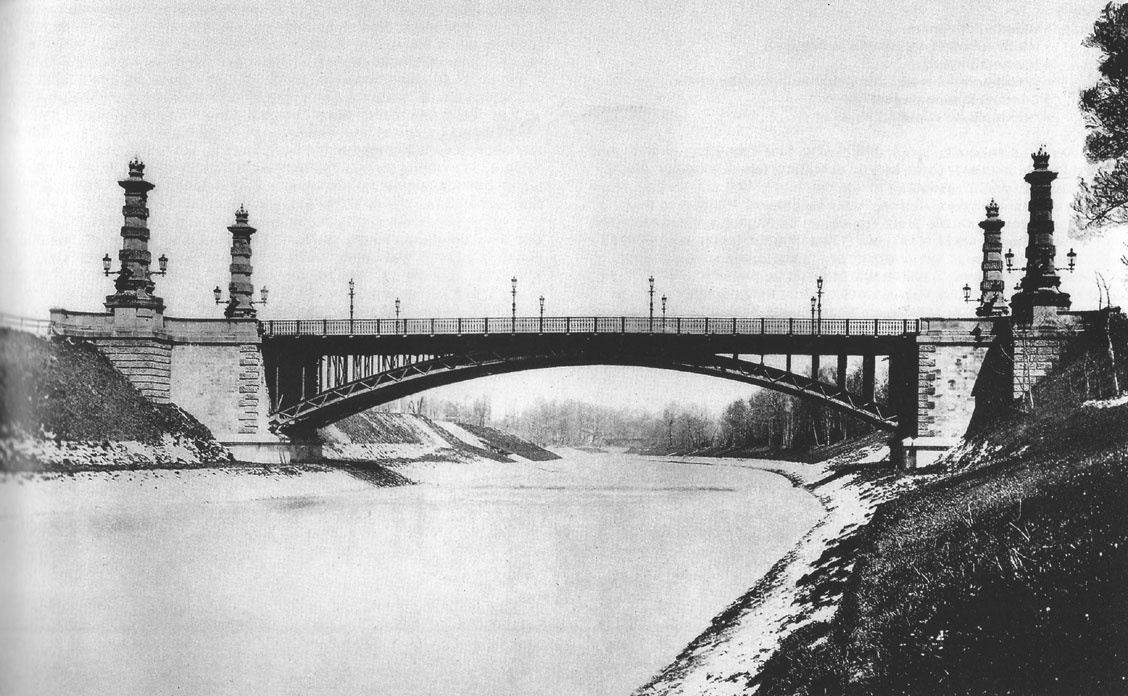
Stahlbrücke, 1891–1899

1891 wurde nach Ideen des Architekten Friedrich von Thiersch eine Stahlbrücke über die Isar als Bestandteil der Prinzregentenstraße erbaut,  die vom Prinzregenten Luitpold aus seiner eigenen Schatulle bezahlt wurde. Die Pläne der Segmentbogenbrücke mit einer auf dem Dreigelenkbogen aufgeständerten Fahrbahn stammten von Max von Siebert, dem Leiter der Königlichen Obersten Baubehörde, die Berechnungen erstellte Heinrich Gerber; die Stahlteile wurden von der Maschinenbau-Aktiengesellschaft Nürnberg, der späteren MAN geliefert. Sie war die erste und einzige Bogenbrücke aus Eisen bzw. Stahl in München, die anderen Eisen- bzw. Stahlbrücken wie die alte Max-Joseph-Brücke oder die Braunauer Eisenbahnbrücke waren als Fachwerkbrücke errichtet. Am 13. September 1899 überstieg ein Hochwasser die bis dahin bekannten Höchststände bei weitem und führte zunächst zum Einsturz der Max-Joseph-Brücke. Einen Tag später war das rechte Widerlager der Luitpoldbrücke so unterspült, dass auch diese Brücke einstürzte.

### Steinbrücke

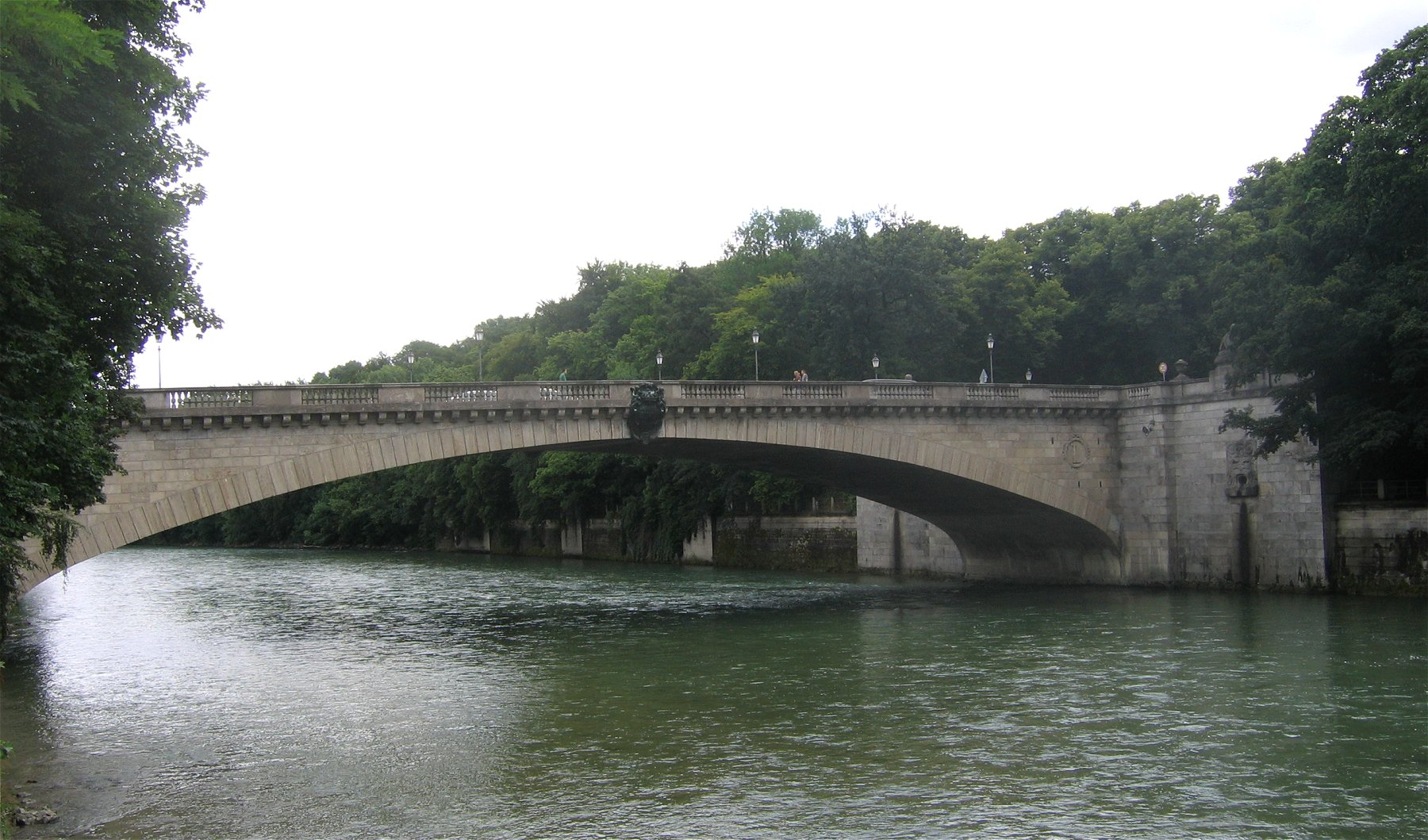
Neue Luitpoldbrücke (1901) von Südwest gesehen

Prinzregent Luitpold hatte sich sofort nach dem Hochwasser bereit erklärt, auch den Neubau zu finanzieren. Im Jahre 1901 wurde die noch heute bestehende Brücke aus Stein errichtet. Die Gestaltung der Brücke übernahm Theodor Fischer, der Leiter des Münchner Stadterweiterungsreferats, die Konstruktion und den Bau die damals noch in Aschaffenburg ansässige Firma Sager & Woerner. Als Gutachter wurde Karl von Leibbrand hinzugezogen, der 1893 bei der Munderkinger Donaubrücke erstmals einen Dreigelenkbogen in einer massiven Betonbogenbrücke verwendet hatte. Das Flussprofil wurde erweitert, um auch Wassermengen wie die des Hochwassers von 1899 durchzuleiten. Zu beiden Seiten der Brücke wurden repräsentative Ufermauern hochgezogen, deren Kosten schließlich die des Brückentragwerks überstiegen. Für den 63 m überspannenenden Bogen der Brücke wählte man anstelle des damals noch wenig erprobten Betons druckfestere Muschelkalksteine, die aus südlich von Würzburg gelegenen Steinbrüchen in Marktbreit, Kirchheim (Unterfranken), Randersacker und Winterhausen bezogen wurden.
Nach einer Bauzeit von 13 Monaten  übergab Prinzregent Luitpold die noch heute bestehende Brücke am 29. September 1901 der Stadt München. Die Ausschmückung mit den Figuren auf den Widerlagern wurde 1903 vollendet. Dabei wurden an der linken Ufermauer zu beiden Seiten der Brücke unterhalb der Figuren folgende Inschriften angebracht:
|  |                                                            |  |  |                                                            |  |
|  | LUITPOLD PRINZREGENT VON BAYERN LIESS DIESE BRÜCKE ERBAUEN |  |  | SEINER LIEBEN HAUPT UND RESIDENZSTADT MUENCHEN 1900 - 1901 |  |
|  |                                                            |  |  |                                                            |  |

Die Schäden des Zweiten Weltkrieges wurden 1953 beseitigt. 1962 wurden eine 25 cm dicke Verstärkung der alten Kappengewölbe in Spannbeton und eine Abdichtung unter der Fahrbahn eingebaut, sowie die Fahrbahn von ursprünglich 9,00 m auf 12,00 m verbreitert und dafür die Gehwege von je 4,10 m auf je 2,60 m verringert. 1997 wurde die Brücke saniert.

## Technische Daten
Die Brücke überspannt die Isar mit einem einzigen flachen Dreigelenkbogen, der eine lichte Weite von 62,4 m und eine Pfeilhöhe von 6,5 m hat. Die Länge von Ankerkopf zu Ankerkopf beträgt 67,15 m. Der Bogen ist im Scheitel 1,00 m, an den Kämpfern 1,20 m dick. Der Kreissegmentbogen erlaubte einen einfachen Steinschnitt. An den Kämpfern und im Scheitel sind gusseiserne Gelenke eingebaut. Das Gelenk im Scheitel wird auf der Oberstromseite durch ein von Girlanden umgebenes kupfernes Wappen des Königreiches Bayern verdeckt, auf der Unterstromseite durch ein Wappen des heiligen Nepomuk. Auf dem Steinbogen stehen kleine quadratische Pfeiler aus Ziegelmauerwerk, die die Fahrbahn tragen. Diese Pfeiler sind in halber Höhe waagerecht durch eine Betonplatte ausgesteift. Seitlich ist die Brücke mit Muschelkalksteinen verkleidet. Die Fahrbahnplatte ragt über ein auskragendes Kalksteinband auf engliegenden Hausteinkonsolen über die Brüstungswände aus. Die etwa 40 cm breite und 1 m hohe Brüstung besteht abwechselnd aus im Rhythmus geschlossenen und durch Baluster durchsichtig gemachten Feldern. Die Balustraden-Abdecksteine sind kräftig profiliert. Zwischen den Brüstungen ist die Brücke 17,20 m breit. Die Widerlager bestehen aus Stampfbeton, ihre Gründung reicht bis etwa 1,00 m in den mergeligen Flinz. Der Flinz wurde an dieser Stelle bis zu 27 m Tiefe festgestellt. Die Unterkante der Gründungssohle liegt etwa 6 m unter der Isarsohle. Die Brücke hat eine Tragfähigkeit von 60 t.

## Skulpturen
Vier große Steinskulpturen sind ungefähr in der Mitte der auf beiden Uferseiten befindlichen Flügelwände aufgestellt. Die Liegefiguren symbolisieren die vier bayerischen Stämme bzw. Landesteile:
- die Figur eines Jägers für Bayern, gemeint ist Altbayern, von Hermann Hahn,
- die weibliche Figur mit Wappenschild für Schwaben von Erwin Kurz,
- die Figur eines Fischers für Franken von Balthasar Schmitt und
- die weibliche Figur mit Weintrauben für die Pfalz von August Drumm. (Die Pfalz ist seit 1945 kein Landesteil Bayerns mehr.)

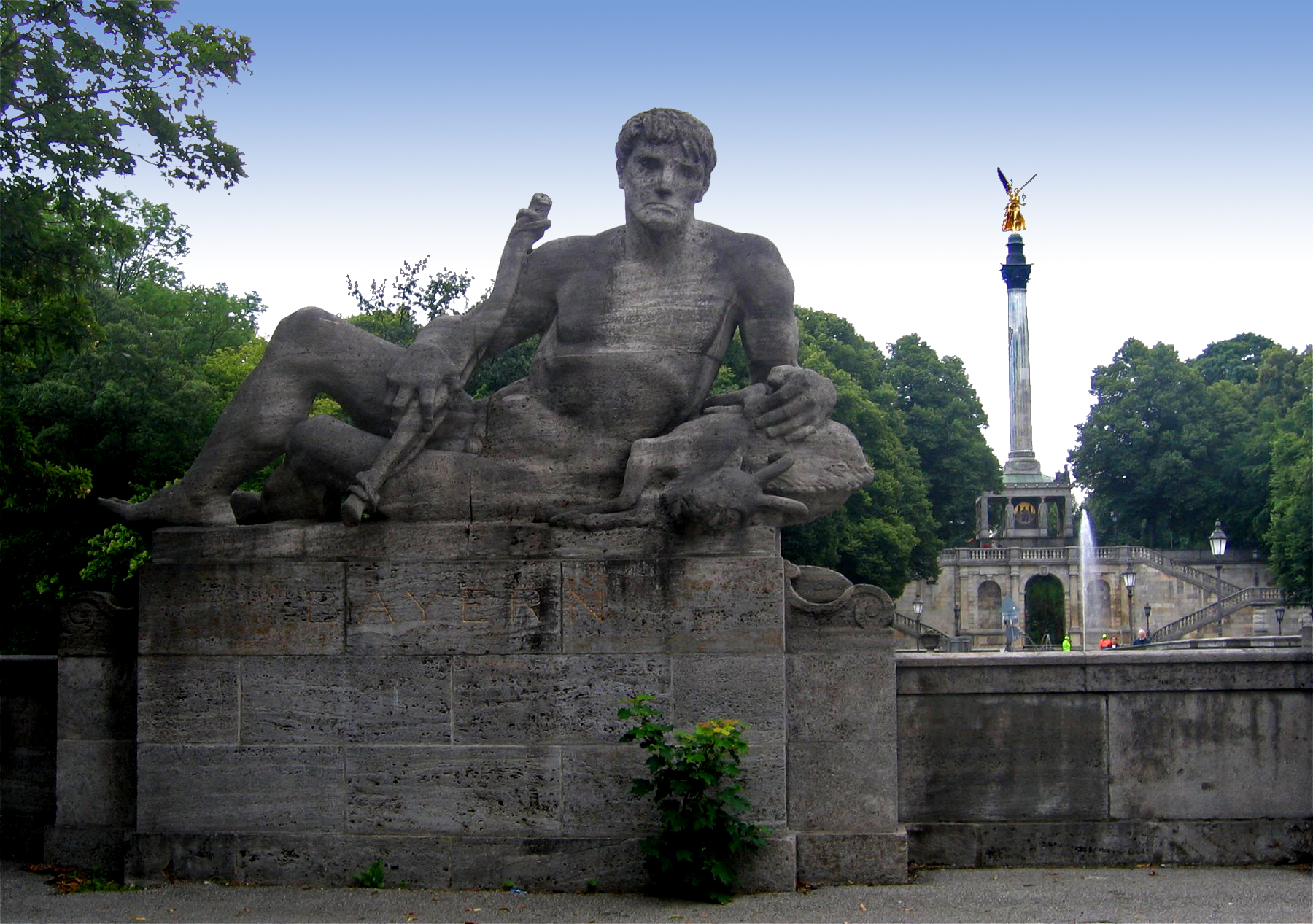
Bayern
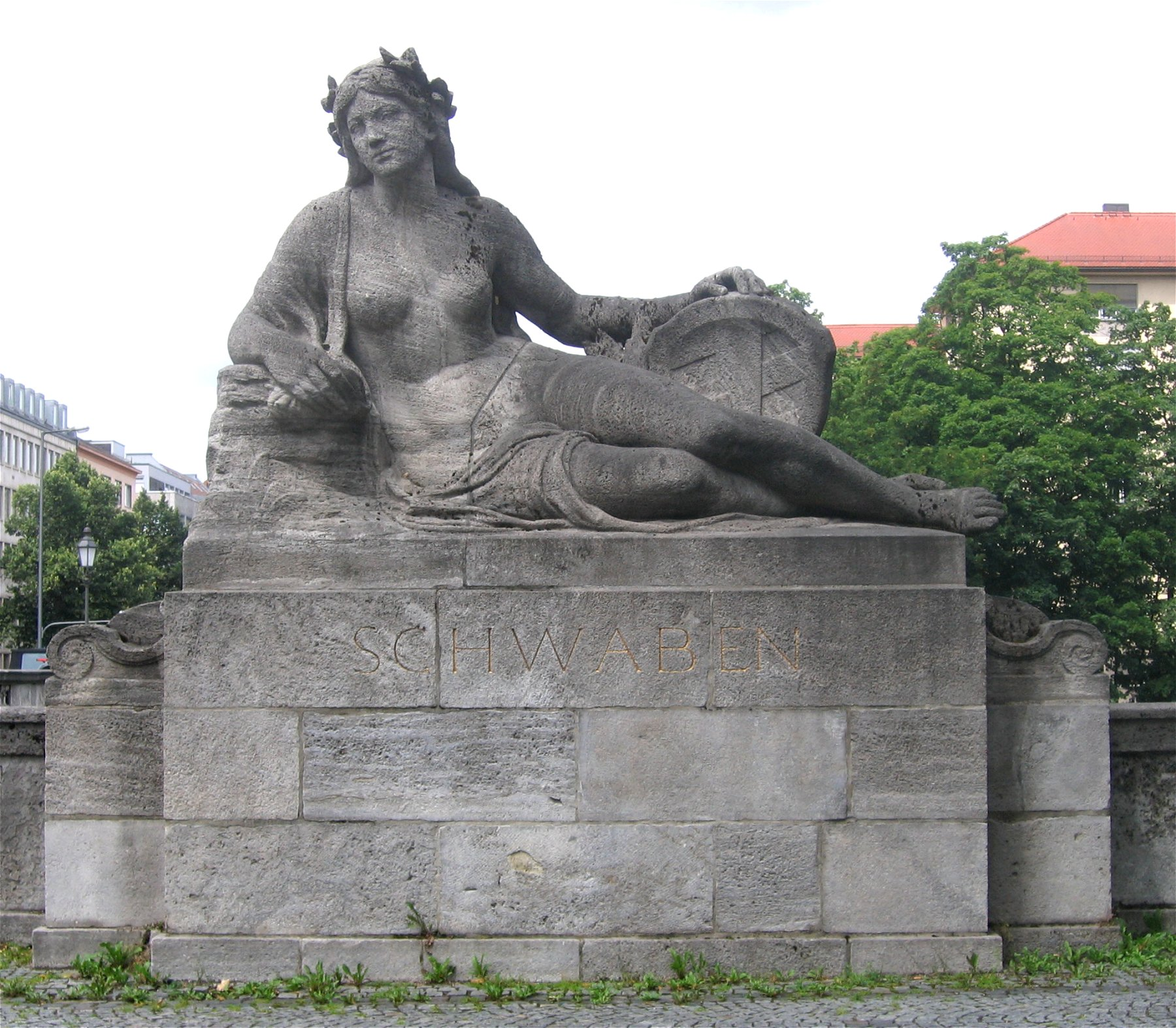
Schwaben
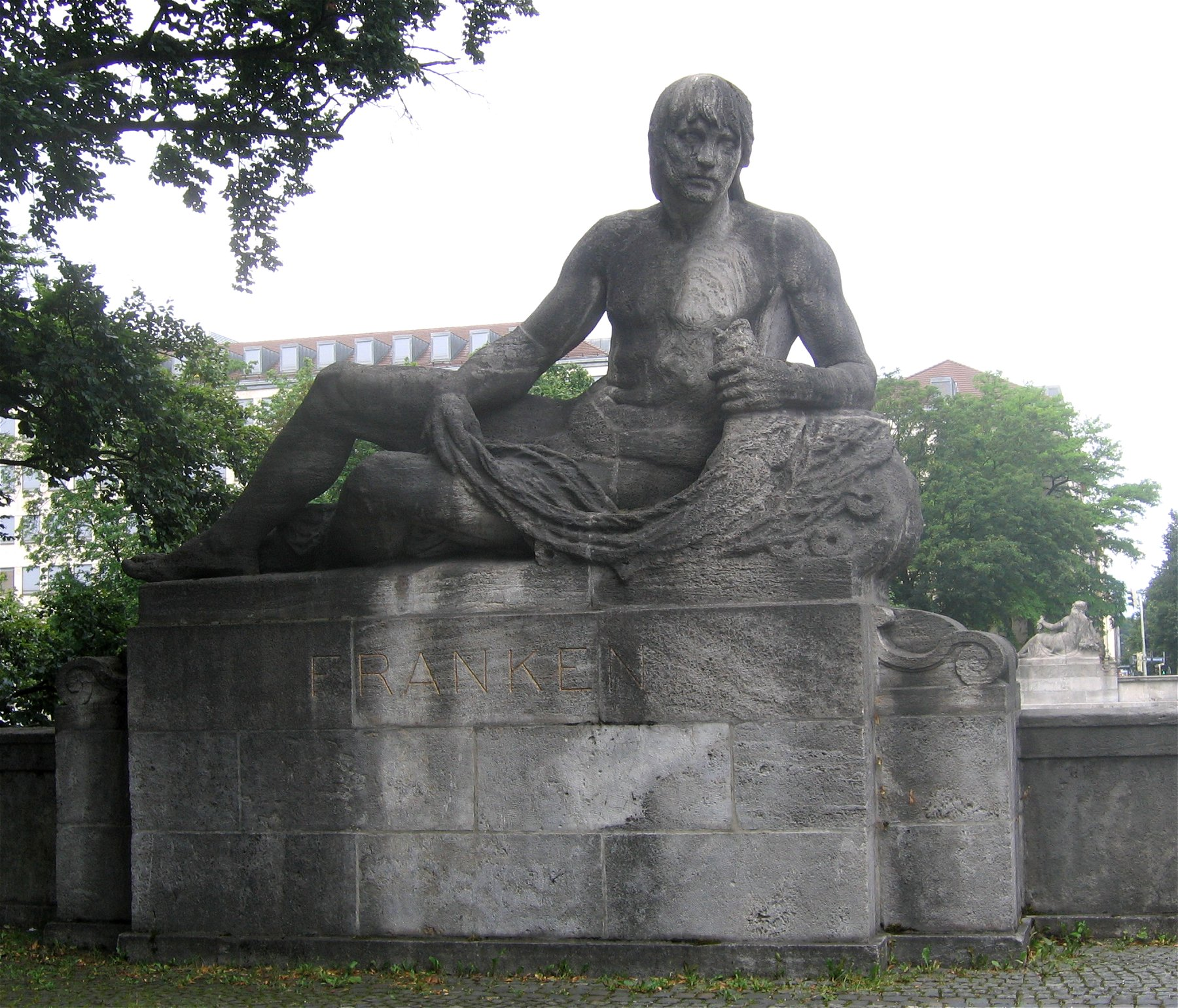
Franken
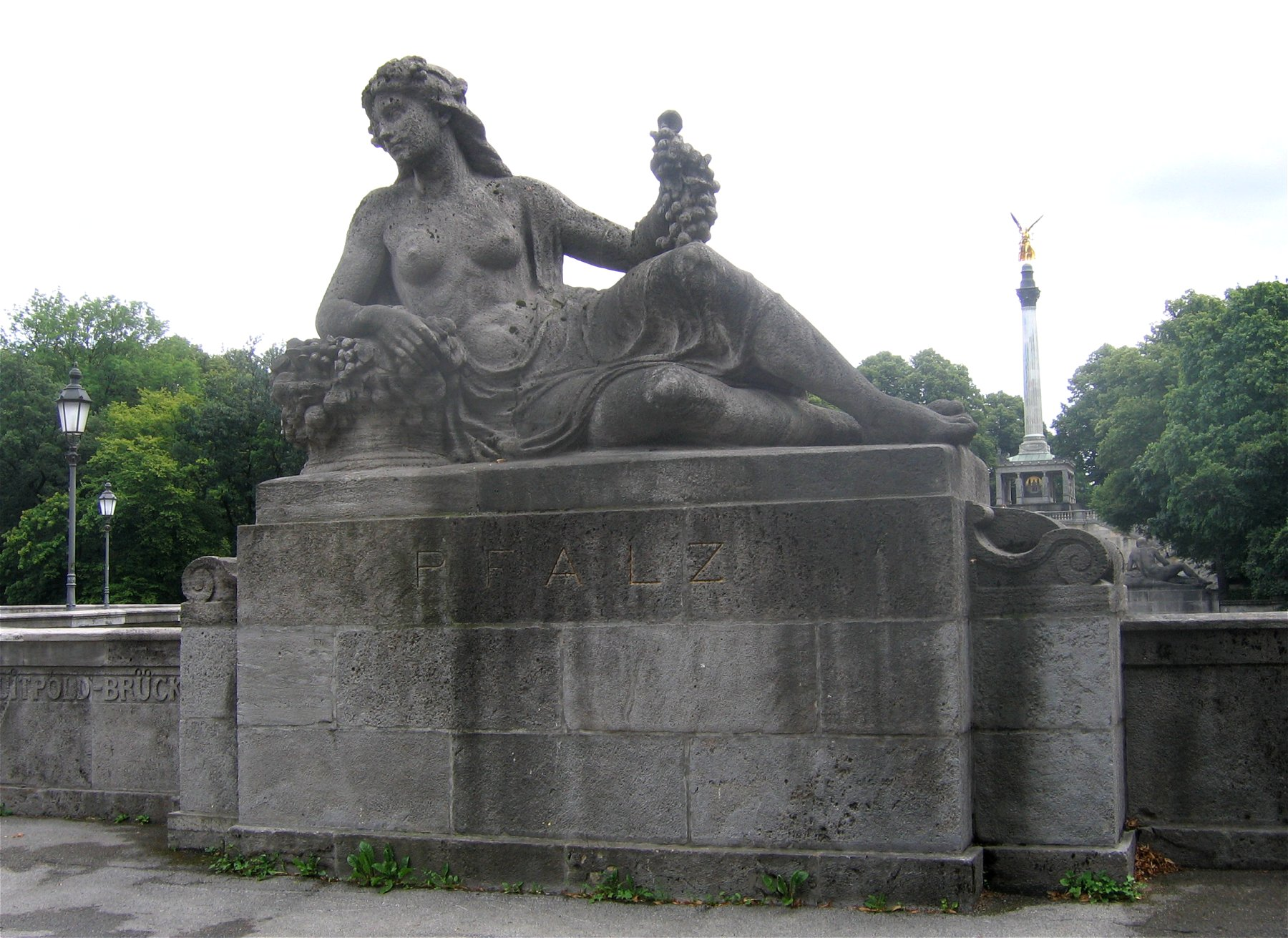
Pfalz

## Sonstiges
Zur Erinnerung an die Einweihung der Brücke wurde eine Gedenkmedaille herausgegeben.